# Dragotina
Dragotina je žensko osebno ime.

## Izvor imena
Ime Dragotina je različica ženskega osebnega imena Draga oziroma moškega osebnega imena Dragotin.

## Pogostost imena
Po podatkih Statističnega urada Republike Slovenije je bilo na dan 31. decembra 2007 v Sloveniji število ženskih oseb z imenom Dragotina: 86.

## Osebni praznik
Osebe z imenom Dragotina lahko godujejo takrat kot Draga oziroma Dragotin.